# Сич-2
«Сич-2» (укр. Січ — «Сечь») — украинский малогабаритный космический аппарат (КА) дистанционного зондирования Земли (ДЗЗ), работавший в 2011—2012 годах. Предназначался для наблюдения поверхности Земли в оптическом и среднем инфракрасном диапазонах. Также в состав полезной нагрузки КА включён комплекс научной аппаратуры, предназначавшийся для исследования параметров заряженных и нейтральных частиц, электрического и магнитного полей в верхней атмосфере Земли.
КА выполнен в негерметичном исполнении на базе микроплатформы «МС-2» с широким использованием в его конструкции полимерных и композитных материалов.
В декабре 2012 года связь с космическим аппаратом «Сич-2» была потеряна.

## Общие сведения
КА «Сич-2» выведен в рамках серии национальных космических программ Украины по развёртыванию постоянно действующей орбитальной группировки космических аппаратов семейства «Сич». Её концепция направлена на создание и введение в эксплуатацию серии природно-ресурсных космических аппаратов ДЗЗ с разным составом измерительных и зондирующих приборов. Что позволяет обеспечивать съёмку Земли с разными уровнями пространственного разрешения, периодичности, ширины полос обзора и всепогодности.
Создание спутника «Сич-2» предусматривалось Национальной космической программой Украины на 2008—2012 годы.

## Запуск
Правительство 3 февраля 2010 г. поручило НКАУ обеспечить подготовку и проведение запуска, испытаний и эксплуатацию космического аппарата «Сич-2». В апреле 2009 года начались термостатические испытания систем КА. После проверки аппарат был полностью готов к запуску. Запуск планировали произвести украино-российской конверсионной ракетой-носителем «Днепр». Но из-за недостаточного финансирования произошёл ряд переносов старта: с апреля на октябрь 2010 года, затем с октября на 16 декабря 2010 года, затем на I квартал 2011 года, затем на июнь.
17 августа 2011 в 10 часов 12 минут 20 секунд по киевскому времени с пусковой базы «Ясный» (Россия, Оренбургская область) при непосредственном участии украинских специалистов был произведен пуск ракеты-носителя «Днепр», которая успешно вывела на околоземную орбиту спутник «Сич-2».
С 11 часов 48 минут до 12 часов 01 минуты по киевскому времени средствами Национального центра управления и испытаний космических средств , расположенного вблизи г. Евпатория, успешно проведен первый сеанс связи с космическим аппаратом «Сич-2».
В кластерном пуске вместе с КА «Сич-2» одновременно было запущено ещё 6 иностранных космических аппаратов: «RASAT» (Турция), «NigeriaSat-2» и «NigeriaSat-X» (Нигерия), «EduSat» (Италия), «AprizeSat-5» и «AprizeSat-6» (США). Поставщиком пусковых услуг РН «Днепр» является международная космическая компания «Космотрас».
Запуск космического аппарата посвящён 100-летию со дня рождения Михаила Кузьмича Янгеля, первого руководителя Конструкторского бюро «Южное», который непрерывно руководил им на протяжении 18 лет.

## Работа на орбите

Снимок КА «Сич-2»: г. Киев, НСК «Олимпийский»

По программе летно-конструкторских испытаний КА «Сич-2» на 25 августа 2011 года (9-е сутки полёта) была запланирована и успешно выполнена первая съёмка поверхности Земли.
Полученная бортовым сенсором информация была передана с борта КА непосредственно на наземную приёмную станцию Центра приёма и обработки специальной информации и контроля навигационного поля. (г. Дунаевцы, Хмельницкая область). Космический снимок был принят и обработан штатными средствами.
Программа летно-конструкторских испытаний (ЛКИ) рассчитана на 35 суток и предусматривает проведение съёмок разных районов Земного шара и выполнение научных измерений в рамках космического эксперимента «Потенциал».
Управление и прием информации с КА выполняется специалистами Национального центра управления и испытаний космических средств, сопровождение управления полетом обеспечивает ГП КБ «Южное», функции оператора системы возложены на ГП «Днепрокосмос».
По состоянию 10 октября 2011 года закончена проверка основных и резервных комплектов бортовой аппаратуры КА «Сич-2» — ЛКИ успешно завершены. Проверки выполнены в полном объёме, бортовая аппаратура функционирует нормально.
В соответствии с сообщением Государственного космического агентства Украины 12 декабря 2012 года связь с космическим аппаратом «Сич-2» оборвалась. Комиссия, созданная по этому факту установила «невозможность дальнейшего использования КА „Сич-2“ в связи с окончательной потерей энергоснабжения».

## Бортовая аппаратура
В комплект бортовой аппаратуры КА «Сич-2» в качестве полезной нагрузки входят многозональное сканирующее устройство и сканер среднего инфракрасного диапазона, обеспечивающие получение цифровых оптико-электронных снимков поверхности Земли в пяти диапазонах — панхроматическом и многоспектральном диапазонах (три зоны), обеспечиваемых первым устройством, и также в среднем инфракрасном диапазоне, обеспечиваемом вторым.
Кроме того, в состав полезной нагрузки спутника введен комплекс научной аппаратуры «Потенциал»:
- Анализатор плотности частиц для исследования параметров нейтральных (датчик DN) и заряженных (датчик DE) частиц космической плазмы;
- Измеритель потенциала корпуса спутника относительно плазмы (электрический зонд EZ);
- Феррозондовый магнитометр LEMI-016M[17];
- Система сбора и обработки научной информации (укр. СЗНІ).

Дополнительно на КА «Сич-2» имеется блок уголковых отражателей.
Также КА содержит служебные бортовые системы: управления КА, электропитания, обеспечения температурного режима КА, связи, управления ориентацией в пространстве вместе с датчиками  астроизмерительной системы и комбинированными датчиками ориентации, аппаратуру GPS.
Управление подсистемами КА осуществляется средствами бортового цифрового вычислительного комплекса.
Система электропитания КА представлена четырьмя раскрывающимися солнечными батареями и химическими источниками тока.
Система связи содержит приемопередатчики S-диапазона для обмена со станциями наземной инфраструктуры программно-командной, телеметрической и навигационной информацией. Она также содержит аппаратуру «электронной почты» со скоростью передачи информации (в пакете) 1200…9600 бит/с и имеет объём памяти для хранения сообщений 8 Мбайт. Канал X-диапазона служит для высокоскоростной передачи с КА на Землю целевых снимков сканирующих устройств.
Система управления ориентацией в пространстве содержит маховичные и магнитные исполнительные органы.
Параметры системы ориентации КА:
- точность определения ориентации — 0,02 град;
- точность ориентации — 0,6 град;
- угловая скорость стабилизации — 0,005 град/с;
- максимальный угол отклонения от надира — ±35 град.

## Наземная инфраструктура

В ЦУП-е КА «Сич-2» (НЦУИКС, г. Евпатория)

Наземная инфраструктура включает в себя:
- Наземный комплекс управления, состоящий из:
  - центра управления полётом (ЦУП);
  - станции управления S-диапазона (командная радиолиния);
  - главного информационного зала.
- Наземный информационный комплекс, состоящий из:
  - операторского центра;
  - станции приёма информации X-диапазона;
  - комплексов предварительной обработки и архивирования информации.

Наземный комплекс управления обеспечивает управление спутником с момента вывода его на околоземную орбиту и до момента прекращения его функционирования.
Наземный информационный комплекс обеспечивает приём и предоставление (в том числе посредством Оператора и тематических Сервис-центров) пользователям данных ДЗЗ (космических снимков) согласно их заявкам.
Специальное ПО ЦУП в случае необходимости обеспечивает возможность корректировки программ, ранее переданных на борт КА, до момента их выполнения.

## Основные задачи
Космическая система, в составе которой находится КА «Сич-2» позволяет оперативно получать информацию с больших участков земной суши, морских и океанских акваторий, мониторинга космической погоды и поиска геофизических эффектов в ионосфере Земли. Данные, полученные с помощью этой системы, могут использоваться как государственными организациями, так и частными потребителями — в народно-хозяйственных (экономических), научных, оборонных и прочих соответствующих целях.
Основной целью выполнения съёмок КА «Сич-2» является получение и обновление актуального целостного покрытия территории Украины космическими снимками высокого пространственного разрешения.
Другими базовыми задачами является работа в следующих направлениях:
- сельское хозяйство;
- лесное хозяйство, водное хозяйство и контроль землепользования;
- мониторинг чрезвычайных ситуаций и экологический мониторинг;
- безопасность и оборона;
- изучение ионосферы Земли.

### Подзадачи оптических сканеров
Мониторинг аграрных ресурсов — контроль качества использования посевных площадей, расчёт площадей посевов тех или иных культур, контроль порядка севооборота, текущий контроль всхожести, зрелости, поражённости сорняками, прогнозирование урожайности, выявление и прогнозирование засолений, эрозий и прочих негативных явлений в сельском хозяйстве, оперативное выявление площади сельскохозяйственных угодий, понесших потери в результате неблагоприятных погодных условий.
Мониторинг водных ресурсов и земных покровов — наблюдение за морскими и внутренними акваториями, изменением линий побережий и русел, состоянием ледового покрова; определение реальных площадей лесов и их видового состава, оперативный контроль вырубок, гарей, буреломов; изучение рельефов, заболоченности и т. п.; обновление топографо-геодезической базы; разведка полезных ископаемых.
Мониторинг чрезвычайных ситуаций — контроль пожарной обстановки, наводнений, снеговых заносов, выбросов вредных веществ; анализ состояния и прогноз развития чрезвычайной ситуации; оценка транспортной доступности зон бедствий; оценка нанесенного ущерба и контроль восстановительных работ; отслеживание ситуации в потенциально-опасных районах и объектах.

### Подзадачи бортовой научной аппаратуры
Основной задачей комплекса научной аппаратуры «Потенциал», размещённой на борту КА «Сич-2» является поиск геофизических эффектов в ионосфере и отработка мониторинга космической погоды.
Непосредственно со спутников прямые измерения параметров нейтральных частиц проводились только в 1970-х и в начале 80-х годов прошлого века. Объём информации переданный спутниками тех лет незначительный. Поэтому, современный космический эксперимент позволит отследить динамику верхней атмосферы на качественно новом уровне.
Актуальной задачей является изучение связи вариаций магнитного поля Земли с динамикой нейтральной атмосферы. Значительный интерес вызывают электромагнитные эффекты атмосферных гравитационных волн.
Также важным заданием проекта «Потенциал» является проведение комбинированных экспериментов с наземными средствами — синхронное измерение магнитного поля на спутнике и на многочисленных наземных магнитометрических станциях, расположенных по всему миру. Регистрация магнитных вариаций в одной силовой трубке на борту КА «Сич-2» и на земной поверхности позволит разрешить ряд оригинальных задач наземно-космической интерферометрии, касающихся собственных и вынужденных колебаний магнитного поля Земли. Особый интерес представляют измерения над украинской антарктической станцией «Академик Вернадский», оснащённой современной магнитной обсерваторией.
Также представляют существенный интерес комбинированные эксперименты с активным воздействием на ионосферу средств наземных испытательных полигонов с одновременной регистрацией эффектов на КА и Земле. К таким средствам относятся: радар некогерентного рассеяния и станция вертикального зондирования ионосферы Института ионосферы НАН и МОН Украины, система ионосферного зондирования на базе радиотелескопа УТР-2 и низкочастотная обсерватория Радиоастрономического института НАНУ, устройства частичного отражения и частичного доплеровского зондирования Харьковского национального университета им. Каразина, сверхмощный акустический стенд Львовского центра Института космических исследований НАНУ-НКАУ. Значительный интерес вызывают совместные наблюдения с зарубежными партнёрами: авроральными стендами Европейской ассоциации EISCAT (г. Тромсё, Норвегия), HAARP (Аляска, США) и «СУРА» (Российская Федерация).

## Международное сотрудничество
Запуск Украиной собственных спутников ДЗЗ позволит ей принимать более активное участие в международных программах наблюдения Земли GEOSS, GMES, UN-SPIDER и коммерческом проекте RapidEye.
На Украине ведутся разработки собственной геоинформационной системы GEO-UA, которую следует рассматривать как украинский сегмент глобальной «системы систем» GEOSS (Global Earth Observation System of Systems). Украина на протяжении нескольких лет сотрудничает с Международной группой наблюдения Земли (GEO — Group on Earth Observations) и принимает активное участие в работе международного комитета CEOS (Committee on Earth Observation Satellites), имеющих непосредственное отношение к GEOSS.
С вводом в эксплуатацию спутника «Сич-2» Украина, будучи участником европейской системы GMES (Global Monitoring for Environment and Security), так же сможет вносить существенный вклад в наполнение системы.
В феврале 2010 года между Институтом космических исследований НАНУ-НКАУ и управлением ООН по вопросам космического пространства UNOOSA (United Nations Office for Outer Space Affairs) заключён договор по созданию регионального офиса поддержки и сотрудничеству в сфере использования космической информации для предупреждения и экстренного реагирования в случае чрезвычайных ситуаций в рамках программы UN-SPIDER.

## Центры тематических данных
Базовым поставщиком снимков является Оператор системы ГП «Днепрокосмос». Кроме того, информация может в зависимости от нужд заказчика обрабатываться в специальных Сервис-центрах, представленных рядом научных организаций, имеющих соответствующее программное и техническое оснащение, предназначенное для решения наиболее распространённых тематических задач:
- Национальный центр управления и испытаний космических средств
- Центр приёма и обработки специальной информации и контроля навигационного поля. Дата обращения: 8 июня 2019. Архивировано из оригинала 22 мая 2013 года.
- Государственный научно-производственный центр «Природа». Архивировано из оригинала 3 июля 2015 года.
- Институт космических исследований (ИКИ) НАНУ-НКАУ
- Центр аэрокосмических исследований Земли Института геологических наук Национальной Академии Наук Украины
- Морской гидрофизический институт Национальной Академии Наук Украины